# Ipotesi Cinema
Ipotesi Cinema (litt : guet pour la mémoire) est une école de cinéma créée en 1982 par Ermanno Olmi à Bassano del Grappa (Vénétie) et aujourd'hui installée à Bologne.
La méthode d'enseignement est, selon la volonté de son créateur Ermanno Olmi, plus proche de l'atelier d'art, où l'on apprend en « faisant », que d'une académie de cinéma classique.
Dans une ambiance d'« osteria ou de bottega » (toujours selon les mots d'Olmi), les participants se retrouvent et participent ensemble et en inversant les rôles aux activités telles que l'écriture de scénarios, la réalisation, le tournage et le montage. L'objectif est celui de devenir plus des auteurs que des techniciens.

## Histoire
L'école fut fondée à Bassano del Grappa, grâce au concours de la mairie.
Avec le concours de Paolo Valmarana et le soutien de Rai 1, fut créée la série Di paesi e di città, douze épisodes d'une heure, regroupant plusieurs courts-métrages et documentaires réalisés au sein de l'école (La ricostruzione di Venzone (1984) de Rodolfo Bisatti, Lo stato delle cose de Francesca Archibugi, Robinson della Laguna de Mario Brenta, etc.).
De nombreux réalisateurs de cinéma et de télévision sont sortis de l'institut : Francesca Archibugi, Mario Brenta, Giacomo Campiotti, Piergiorgio Gay, Roberto Sanpietro, Markus Imhoof, Augusto Tretti, Michele Lanubile, Giorgio Diritti,  Giulio Ciarambino, Maurizio Zaccaro, Rodolfo Bisatti.
Par la suite l'école proposa des vrais longs-métrages : Maicol (1988) de Mario Brenta, In coda alla coda (1989) de Maurizio Zaccaro, Quasi un anno (1993) de Giorgio Diritti, Io non ho la testa (1996) de Michele Lanubile, Case (1997) de Rodolfo Bisatti, Domani (1997) de Giulio Ciarambino, Tre storie (1998) de Piergiorgio Gay et Roberto Sanpietro.
En 2002 le siège de l'institut a été déplacé à  la Cinémathèque de Bologne.
En 2004 l'école et La Cinémathèque de Bologne, en collaboration avec Rai 3 ont produit le court-métrage (Osolemio - Autoritratto italiano 52 minutes), présenté au Festival de Venise dans la sélection « Corto Cortissimo. »
L'œuvre est un projet d'Ermanno Olmi, dirigée par Mario Brenta et réalisé par 26 élèves dans un montage collectif des films de l'institut.